# Manuel Joaquim Sanelo
Manuel Joaquim Sanelo i Lagardela (Xàtiva, 1760 - Valence, 23 juin 1829) est un lexicographe espagnol d'expression catalane.
Médecin de profession, il est considéré comme l'un des devanciers de la Renaixença.

## Œuvres
- Diccionario Valenciano-Castellano (1800), inachevé, conservé à la Bibliothèque Mazarine de Paris, il n'a été publié qu'en 1964, dans une édition réalisée par Joseph Gulsoy. Le manuscrit se compose de 212 feuillets recto verso et contient plus de 9000 entrées (sans tenir compte des pluriels des noms et adjectifs). Il reprend en le complétant le dictionnaire de Carles Ros[1],[3].
- Ensayo de un Diccionario Valenciano-Castellano, avec un appendice de verbes (1800). Également inédit jusqu'en 1964.
- Silabario Valenciano-Castellano (c. 1805), presenté devant la Société économique des amis du Pays et perdu puis retrouvé en 1972 au cours d'un transfert de la bibliothèque de la Société. Il se compose de 60 pages et contien plus de 1700 entrées classées alphabétiquement et incluant des définitions en castillan[4],[5].